# Gustav Köhler (Bergbaukundler)

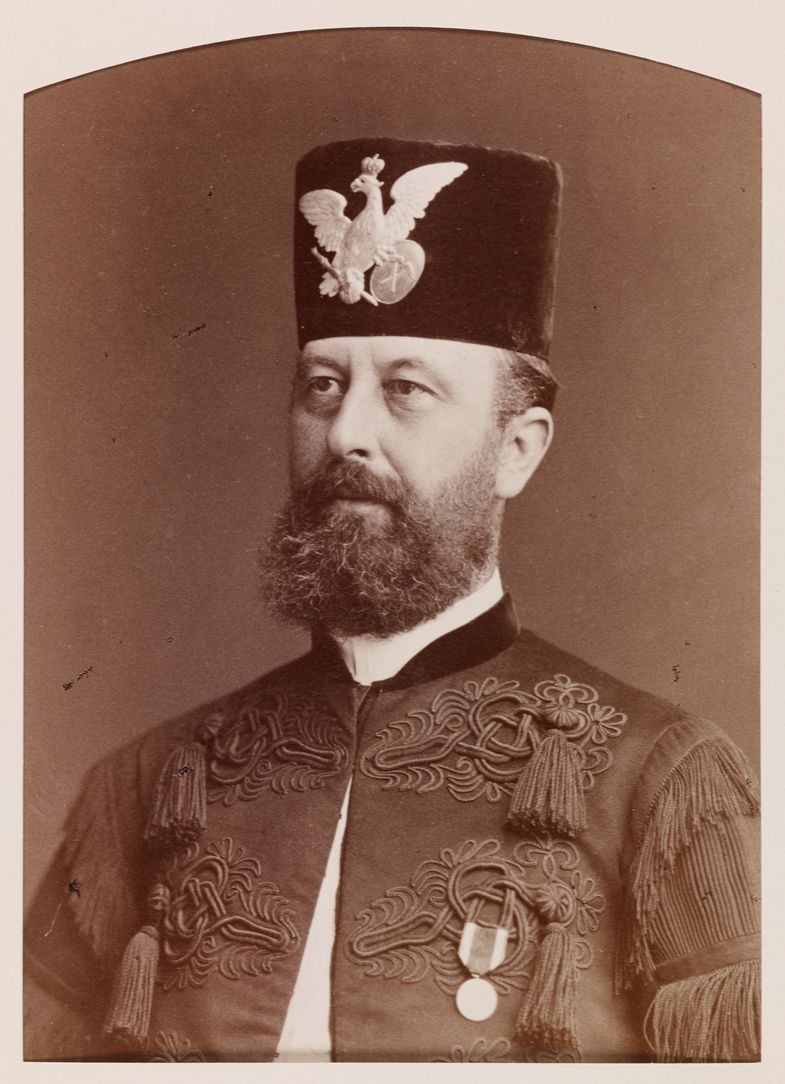
Oberbergrat, Bergassessor, Ingenieur, Montanwissenschaftler und Professor für Bergbaukunde Gustav Köhler;
Albuminabzug im Kabinettformat von Friedrich Zirkler, Clausthal-Zellerfeld, um 1893; aus dem Archiv des Deutschen Bergbau-Museums (DBM) – Leibniz-Forschungsmuseum für Georessourcen

Gustav Köhler (* 1. April 1839 in Zellerfeld; † 25. März 1923 in Halle (Saale)) war ein deutscher Berginspektor, Professor für Bergbaukunde an und Direktor der Bergakademie Clausthal.

## Leben
Köhler stammte aus einer alten Harzer Bergmannsfamilie. Sein Vater Wilhelm Köhler (1807–1868) war Bergfaktor und sein Großvater Georg Heinrich  Köhler war Obersteiger. Seine Mutter Lisette Böhm (1814–1893) war die Tochter des Fahrsteigers Heinrich Gottlieb Böhm und der Wilhmine Augustine Lips. Er hatte zwei Brüder, den Militärarzt Albert (1850–1936) und den Bergmann Wilhelm (1853–1940). Gustav Köhler heiratete 1871 in Clausthal Alwine Mehnert aus Goslar. Das Paar hatte 2 Söhne und 3 Töchter.
Köhler war Schüler des Clausthaler Gymnasiums und besuchte von 1855 bis 1858 die „1. Klasse“ der Bergschule Clausthal, einem Vorläufer der Technischen Universität Clausthal. Anschließend arbeitete er als Steiger. 1867 legte er die preußische Referendarprüfung ab und wurde 1871 zum Bergassessor am Oberbergamt Clausthal ernannt. Er arbeitete zunächst als Berginspektor der Schlesischen Aktiengesellschaft für Bergbau und Zinkhüttenbetrieb in Lipine und ab 1875 als Direktor der Gräflich-Westfalenschen Bergverwaltung in Wicklitz (Böhmen). Die 2. Preußische Staatsprüfung legt er 1976 ab und wurde zum Bergassessor ernannt. 1876 wurde er Lehrer an der Bergschule Bochum. 1880 folgte der Wechsel als Dozent für Bergbaukunde und Aufbereitung an die Vereinigten Bergakademie und Bergschule in Clausthal. 1885 wurde Köhler zum Bergrat ernannt. 
Nachdem Albrecht von Groddeck im Amt verstorben war, wurde Köhler 1887 Direktor der Vereinigten Bergakademie und Bergschule. 1892 wurde seine Dozentur zur Professur und Köhler selbst zum Oberbergrat und später Geheimen Bergrat. In seine Amtszeit fällt die Trennung von Bergakademie und Bergschule sowie der Neubau des Hauptgebäudes der Bergakademie. 1909 trat Köhler in den Ruhestand.
Wissenschaftlich galt Köhler als renommiert, so wurde ihm 1905 die Ehrendoktorwürde der RWTH Aachen verliehen. Zu dieser Zeit war sein Werk zur Bergbaukunde bereits in der sechsen Auflage erschienen.

## Werke
- Lehrbuch der Bergbaukunde (1884)
- Die Störungen der Gänge, Flötze und Lager (1886)